# Herment
Herment ist eine französische Gemeinde mit 264 Einwohnern (Stand 1. Januar 2022) im Département Puy-de-Dôme in der Region Auvergne-Rhône-Alpes. Sie gehört zum Arrondissement Riom im Kanton Saint-Ours.

## Geschichte
Im Jahr 1140 ließ Graf Robert III. von Auvergne eine Burg bauen, um die herum sich das Dorf entwickelte. Die Burg war 1367 bis 1369 von englischen Söldnern besetzt. Zu Beginn des 15. Jahrhunderts wurde Herment mit einer Stadtmauer umgeben, die bereits 1434/35 in so schlechtem Zustand war, dass eine neue Mauer gezogen wurde.

### Bevölkerungsentwicklung
| Jahr                       | 1962 | 1968 | 1975 | 1982 | 1990 | 1999 | 2006 | 2013 |
| Einwohner                  | 319  | 363  | 367  | 363  | 350  | 352  | 289  | 302  |
| Quellen: Cassini und INSEE |      |      |      |      |      |      |      |      |

## Sehenswürdigkeiten
- Reste der Stadtmauern (Rundgang)
- Linde des Herzogs von Sully (1601 gepflanzt), Square du Docteur Roux
- Stiftskirche Notre-Dame (1145), Monument historique
- Mittelalterliche Brunnen (14. Jahrhundert)
- Schatz von Barberol (14. Jahrhundert, 2001 gefunden)
- Kapelle Notre-Dame de Bonne-Nouvelle (1466), Grand’ Rue
- Wohnhaus des Historikers Ambroise Tardieu (15. Jahrhundert)